# Hericium americanum
Hericium americanum är en svampart som beskrevs av Ginns 1984. Hericium americanum ingår i släktet koralltaggsvampar och familjen Hericiaceae.   Inga underarter finns listade i Catalogue of Life.

## Källor

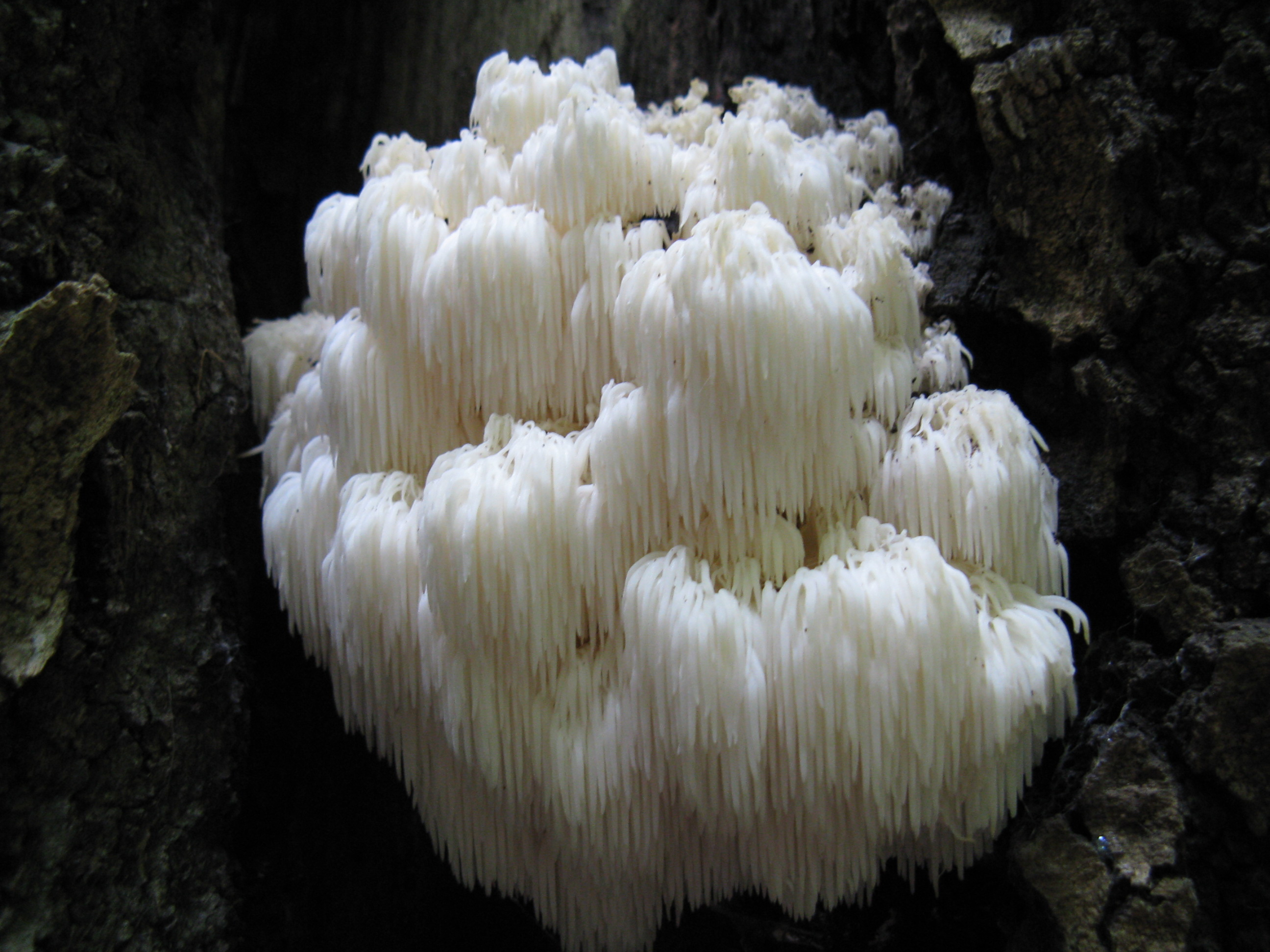
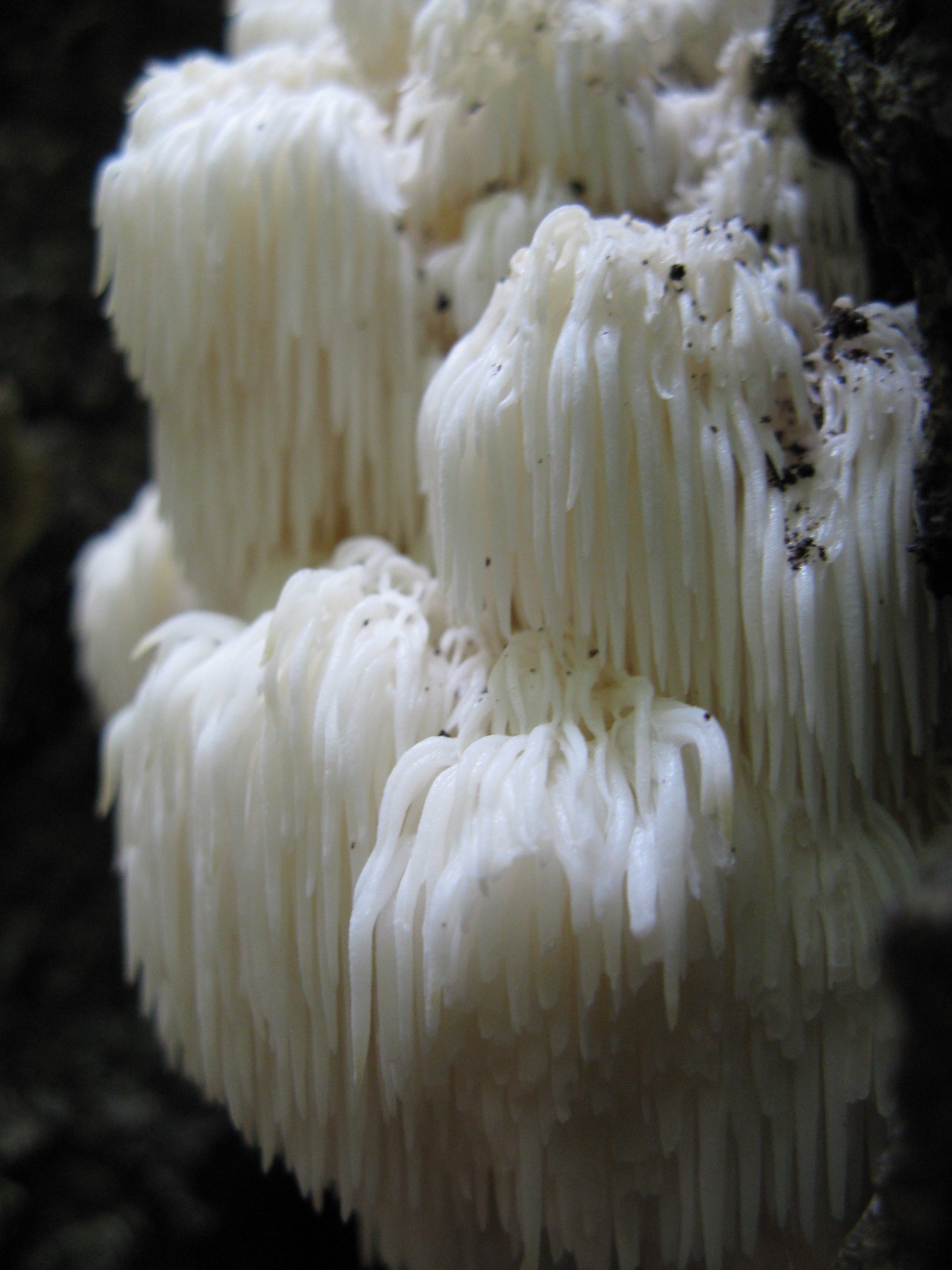
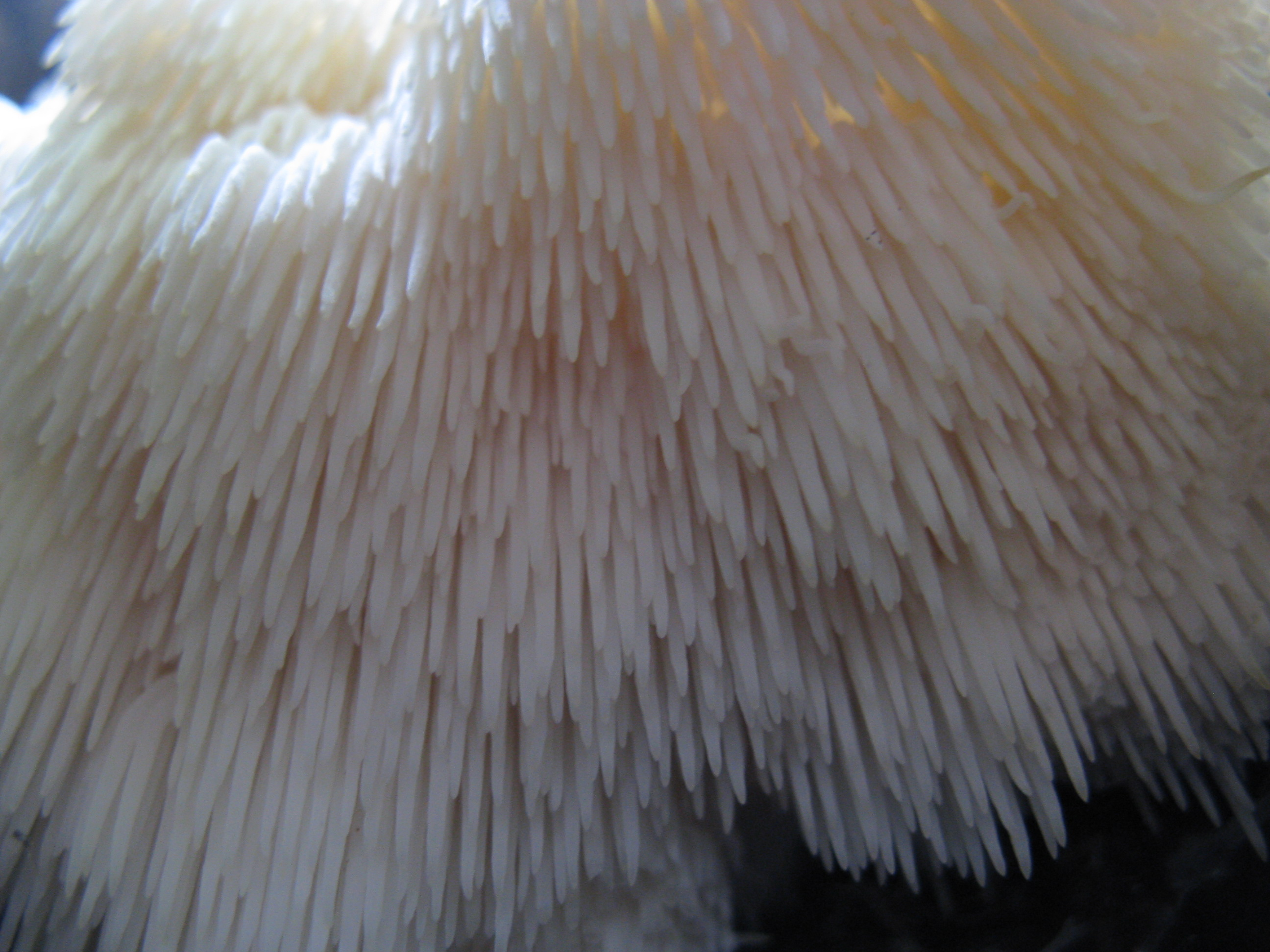
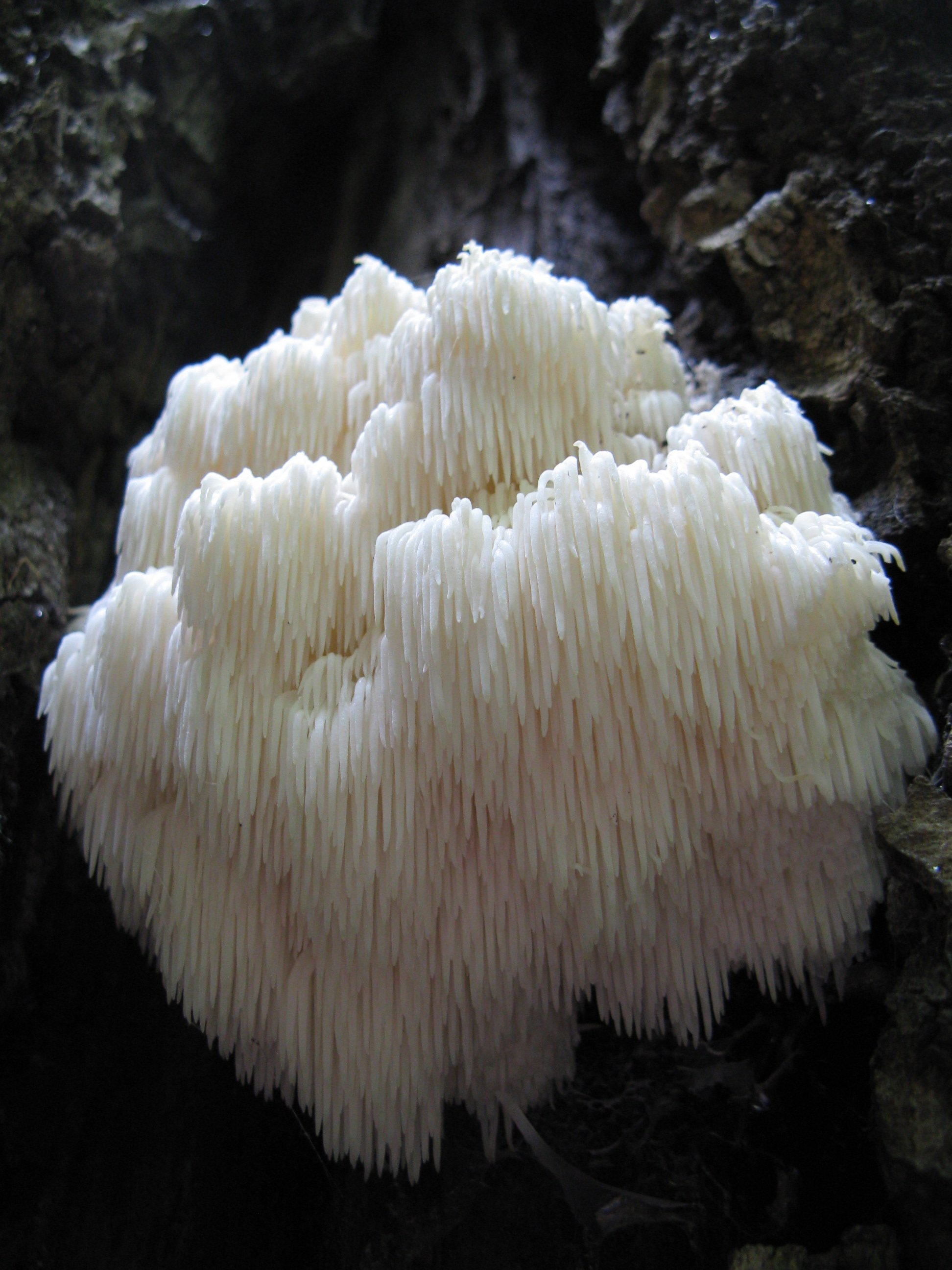
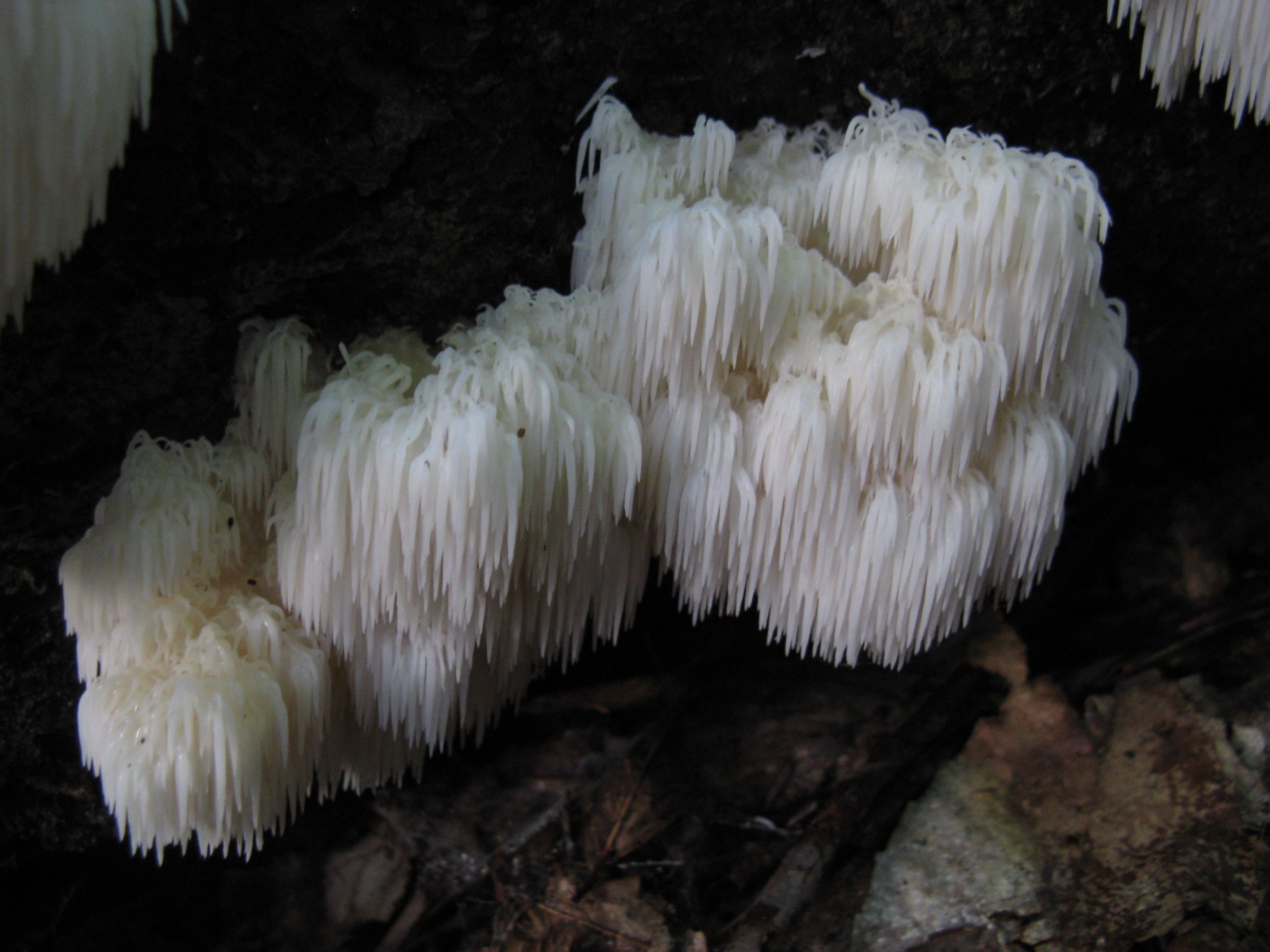
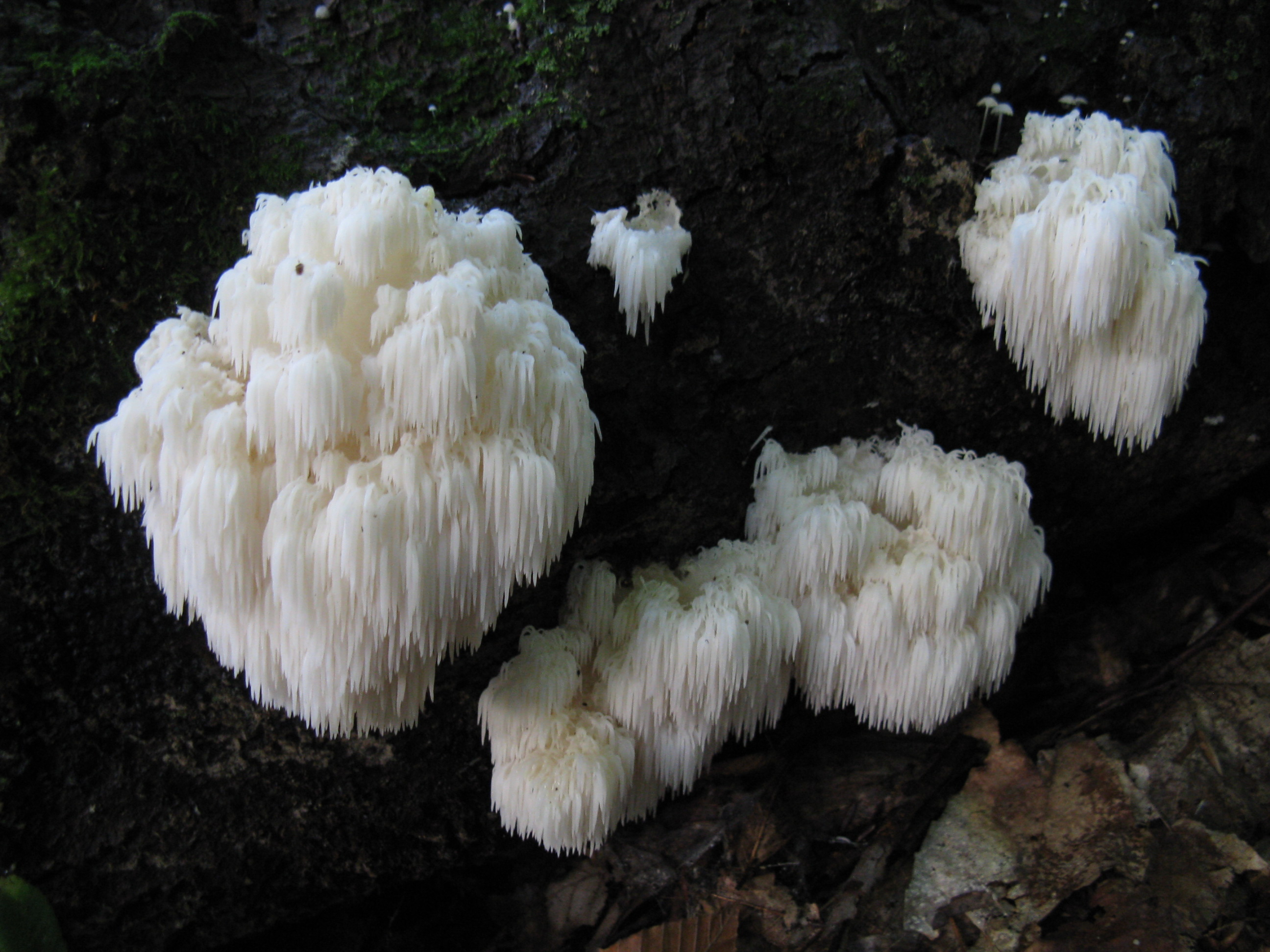